# AviaBellanca Aircraft Corporation
L'AviaBellanca Aircraft Corporation è una azienda aeronautica statunitense attiva nella progettazione e costruzione di aeroplani. Fondata nel 1927 dall'italoamericano Giuseppe Mario Bellanca mantenne la precedente ragione sociale Bellanca Aircraft Company fino al 1983 quando assunse l'attuale designazione.

## Storia
Fondata da Giuseppe Mario Bellanca ad Omaha, in Nebraska, nel 1927, Bellanca Aircraft in origine era nota per i suoi aeroplani apprezzati per la loro efficienza e basso costo di esercizio. Negli anni venti e trenta Bellanca aircraft acquisì notorietà grazie alla conquista di record di durata e distanza. La prima scelta di Charles Lindbergh per il suo volo da New York a Parigi fu un aeroplano Bellanca. Fu l'insistenza della Bellanca Aircraft nella scelta dell'equipaggio per il tentativo di primo volo transatlantico a portare Lindbergh a scegliere un aeroplano della Ryan Aeronautical Company.

## Produzione
Anno del primo volo - Modello / Numero militare - Nome
- 1928 CH-200 / - Pacemaker
- 1929 CH-300 / - Pacemaker
- 1930 P /C-27 Aircruiser
- 1934 Bellanca 28-70
- 1937 Bellanca 28-90
- 1937 17-20 - monoplano a cabina da 5 posti, non costruito
- 1945 Bellanca 14-13 Cruisair
- 1949 Bellanca Cruisemaster
- 1964 7ECA Citabria (prodotto da Champion, prima dell'acquisizione della Bellanca)
- 1965 7GCAA Citabria (prodotto da Champion, prima dell'acquisizione della Bellanca)
- 1965 7GCBC Citabria (prodotto da Champion, prima dell'acquisizione della Bellanca)
- 1966 17-30 / Viking
- 1968 7KCAB Citabria (prodotto da Champion, prima dell'acquisizione della Bellanca)
- 1970 8KCAB Decathlon (prodotto da Champion, prima dell'acquisizione della Bellanca)
- 1971 7ACA Champ
- 1974 8GCBC Scout